# Tlumič kmitů

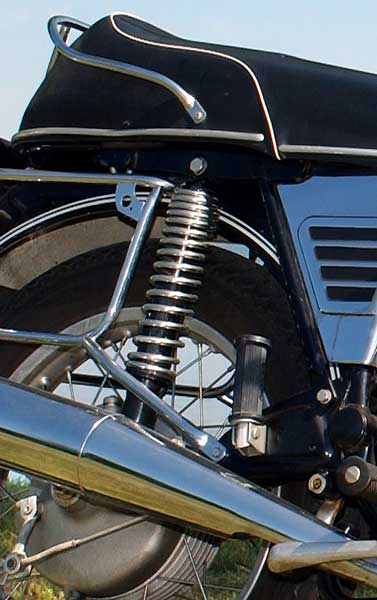
Odpružení zadního kola motocyklu. Tlumič (jednočinný) je uvnitř pružiny, s níž tvoří jeden montážní celek

Tlumič kmitů je technické zařízení, které klade odpor prudkým pohybům. Slouží ke tlumení nárazů a tlumí také kmity vypružení, zejména u kol a náprav vozidel, čímž brání rozkmitání (rezonanci) mechanické soustavy (hmoty na pružině), ke které je připojen. Z fyzikálního hlediska tlumič absorbuje a rozptyluje energii, zatímco samy kovové pružiny rozptylují energii jen velmi málo. Nemění vlastní frekvenci soustavy. Bez tlumičů by bylo vozidlo nestabilní, špatně ovladatelné a nebezpečné.

## Druhy tlumičů
1. Deformační tlumič je tvořen blokem látky s velkým vnitřním útlumem, například gumy (silentblok). Hodí se pro velmi malé rozkmity.
2. Třecí tlumič funguje na základě mechanického tření mezi dvěma navzájem pohyblivými částmi. Třecí tlumiče jsou z používání vytlačovány kapalinovými tlumiči. Oproti nim mají dvě zásadní nevýhody: podléhají rychlému opotřebení a tlumící síla je víceméně konstantní – není závislá na charakteristikách pohybu, takže neodpovídá požadavkům v náročnějších aplikacích. U vypružení pomocí listových pružnic nastává efekt tlumení pohybu třením mezi listy, tlumič je integrován do pružiny.
3. Kapalinový tlumič je dnes nejpoužívanější. Tvoří jej válec naplněný olejem s perforovaným pístem. Při pohybu pístu ve válci se olej protlačuje otvory z jedné komory do druhé, případně z vnitřního do vnějšího válce (viz obrázek). Tlumící síla je úměrná rychlosti pohybu pístu, což odpovídá obvyklým požadavkům na tlumič kmitů.
4. Olejopneumatický tlumič má navíc na konci válce plynovou komůrku, oddělenou pohyblivou přepážkou. Různým tlakováním komůrky lze měnit neutrální polohu tlumiče, jak to dělají některé automobily (například luxusní vozy Citroën). Protože plyn je na rozdíl od oleje stlačitelný, plní olejopneumatický tlumič zároveň funkci odpružení.

Pro různé jiné účely se užívají i tlumiče pneumatické nebo elektromagnetické.
|  |  |  |  |

## Použití
Nejčastější použití tlumičů je u silničních motorových vozidel, kde se tlumiče umísťují paralelně k pružinám mezi kolo (nápravu) a rám či karoserii. Bývají kapalinové jednočinné (konstrukčně uspořádané tak, že při propadu kola teče kapalina obtokovým ventilem většího průřezu a tlumič působí teprve při zvedání kola).
U kolejových vozidel se užívají dvojčinné tlumiče. Při nejvyšších nárocích (u vozidel pro vysoké rychlosti vybavených podvozky s dvojím vypružením) zde nacházíme svislé kapalinové tlumiče prvotního vypružení, druhotného vypružení, vodorovné (ale kvůli nedostatku místa často šikmé) příčné tlumiče a tlumiče vrtivých pohybů podvozku. U nízkých nároků se ještě využívá třecí tlumení nebo listové pružnice.
U automatických zavíračů dveří jednočinný tlumič zpomaluje pohyb při zavírání a brání prudkým nárazům, neztěžuje však otevření dveří. U bubnových automatických praček se umísťuje mezi buben a skříň, aby tlumil otřesy při ždímání.

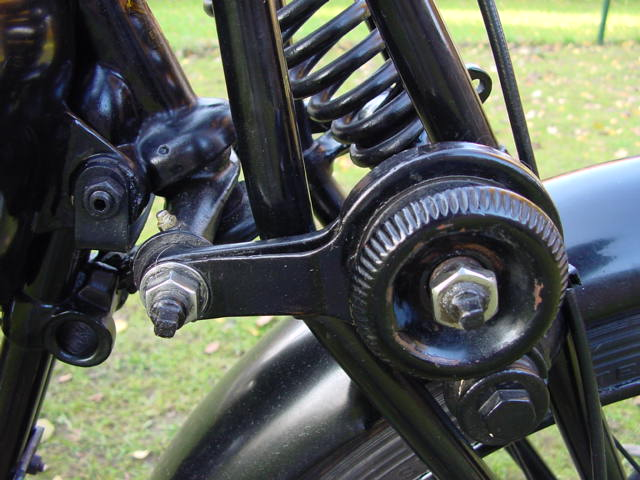
Třecí tlumič přední vidlice historického motocyklu
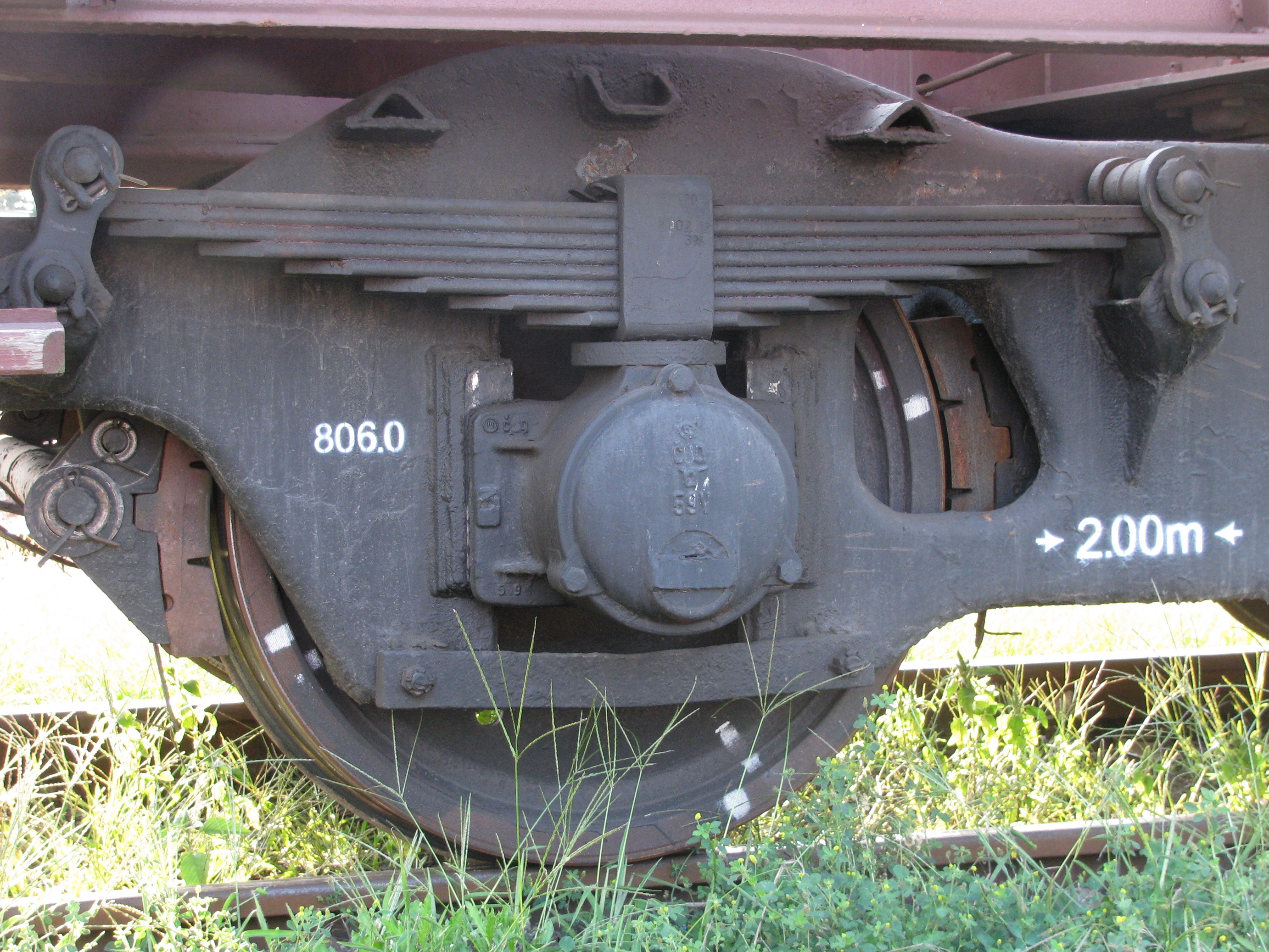
Trapezová listová pružnice má velký vnitřní útlum třecího charakteru a žádným tlumičem se nedoplňuje
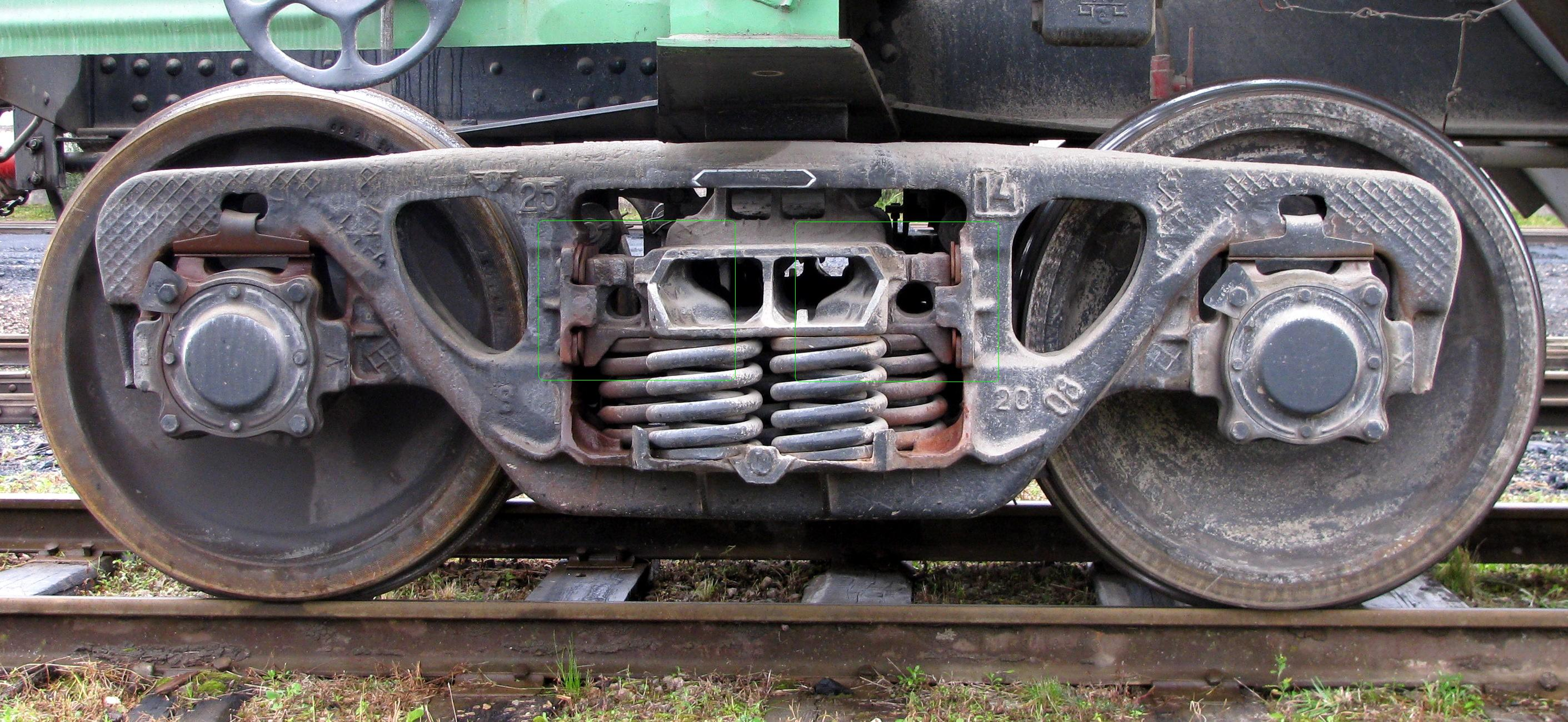
Podvozek současného železničního nákladního vozu s jednoduchým třecím tlumičem. Krajní pružiny se nahoře opírají do příčníku přes šikmo seříznuté kameny, které vymezují podélnou polohu příčníku a třením tlumí jeho kmity.
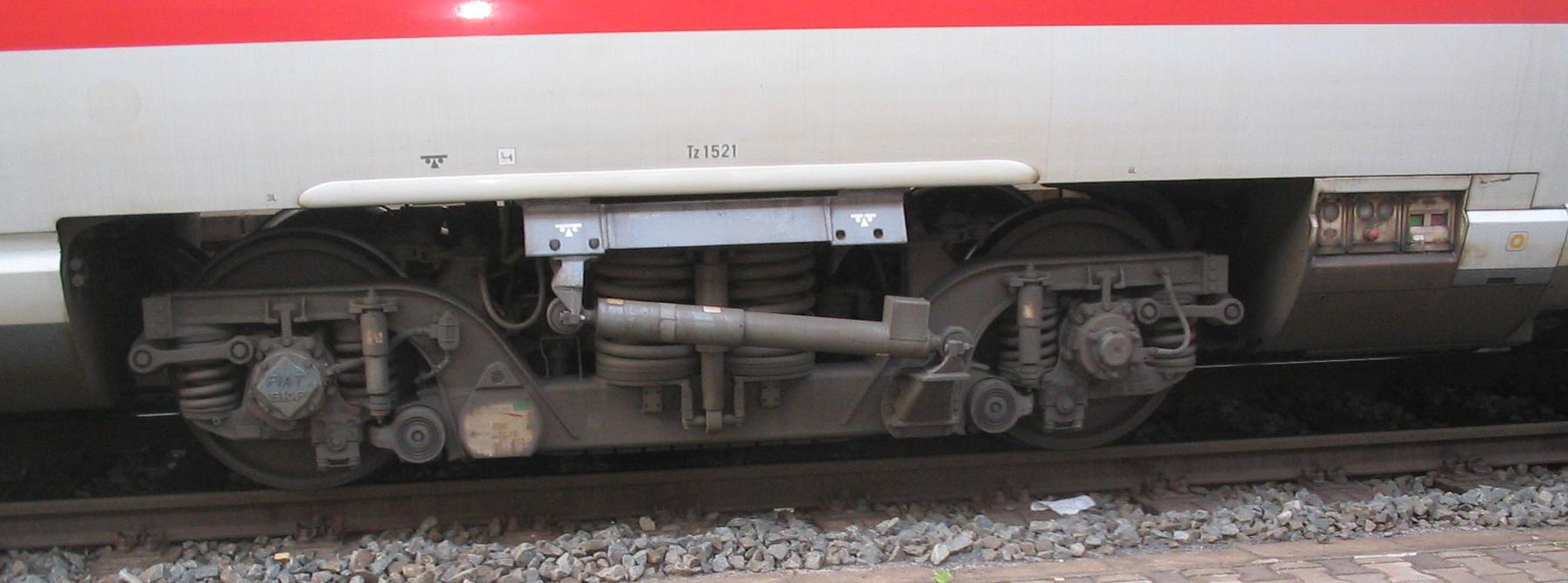
Podvozek vysokorychlostní elektrické jednotky. Viditelné jsou kapalinové tlumiče tří různých určení: prvotního vypružení, druhotného vypružení, vrtivých pohybů.

## Opotřebení tlumičů
Při používání dochází k postupné ztrátě těsnosti tlumičů, což způsobuje zhoršování jízdních vlastností vozidel.
Špatné tlumiče se projevují:
- příčným i podélným kolébáním vozu,
- odskakujícími koly,
- tvrdými nárazy při průjezdech nerovností,
- chvěním volantu,
- tzv. plavání vozu při ostrém průjezdu zatáčkou.

Tlumiče je proto u osobních aut vhodné kontrolovat po každých 20 000 ujetých kilometrech. Výměna je pak vhodná po ujetí 60 000 až 75 000 kilometrů.